# Prinses Julianaweg
De Prinses Julianaweg in Geldermalsen is een straat in het oosten van dit dorp. De gehele straat ligt buitendijks en begint op de Lingedijk en eindigt bij de brug over de Linge. Opvallend is dat de straat niet in de Oranjewijk ligt (alwaar veel straten met soortgelijke namen te vinden zijn), maar ongeveer een kilometer hierbuiten. Dit heeft te maken met het feit dat in deze straat de Julianabrug ligt, een brug over de Linge die Geldermalsen en Buren met elkaar verbindt. Prinses Juliana heeft de brug in 1933 geopend. Het gemeentebestuur van Geldermalsen heeft vervolgens besloten de Verlengde Roothseweg om te dopen in Prinses Julianaweg.